# Oblast Abyei
Abyei (arabsky: أبيي) je oblast o rozloze 10 460 km², která je předmětem sporu mezi Súdánem a Jižním Súdánem. Po ukončení druhé súdánské občanské války (1983–2005) se obě strany dohodly na zvláštním správním statusu této oblasti a vytvoření demilitarizované zóny.
V roce 2001 (severní) Súdán v rámci sérii vojenských operací v Jižním Kordofánu porušil tuto zónu, což vyvolalo ostré reakce Jižního Súdánu a intervenovaly zde etiopské jednotky pod hlavičkou OSN, které donutily Súdánce, aby se stáhli.
V současnosti je Abeyi považováno za součást obou států, přičemž je pod (severo)súdánskou úřední správou. Obyvatelstvo má dvojí občanství.
Výhledově bude spor o vlastnictví Abeyi rozřešen referendem místního obyvatelstva. Ale vzhledem k tomu, že je pod súdánskou správou a že většina místních kmenů cítí k Súdánu nepřátelství, nedá se v nejbližší době očekávat, že Súdán referendum vyhlásí anebo že jeho výsledky nebudou zmanipulované.
V oblasti se nachází 16 obcí: Abyei (podle níž se oblast jmenuje), Adama Umm Qurayn, Agok, Al Malamm, Awolnhom, Bargnop, Dokura, Fyok, Kapu-Urnur, Lukji, Mabuk, Mading Achueng, Maker Awat, Mokwei, Umm Geren a Wontwaig.